# Markovci
Markovci est une commune du nord-est de la Slovénie dans la région de Basse-Styrie. 

## Géographie
La commune, située dans la région de Ptuj accueille un lac portant le nom de Ptujsko jezero qui signifie « Lac de Ptuj ». Ce lieu est prisé par de nombreuses espèces d'oiseaux.

### Villages
Les villages qui composent la commune sont Borovci, Bukovci, Markovci, Nova vas pri Markovcih, Prvenci, Sobetinci, Stojnci, Strelci et Zabovci.

## Histoire
Markovci a été mentionnée pour la première fois en 1215. Au XIVe siècle, le château de Pabstein y a été construit avant que celui-ci ne soit rasé par les troupes de l'Empire ottoman. Une église fut construite en 1519 sur les ruines du château.

## Démographie
Entre 1999 et 2021, la population de la commune de Markovci est restée proche de 4 000 habitants,.
Évolution démographique
| 1999  | 2000  | 2001  | 2002  | 2003  | 2004  | 2005  | 2006  | 2007  |
| ----- | ----- | ----- | ----- | ----- | ----- | ----- | ----- | ----- |
| 3 959 | 3 975 | 3 947 | 3 979 | 4 010 | 4 005 | 4 024 | 4 032 | 4 012 |
| 2008  | 2009  | 2010  | 2011  | 2012  | 2013  | 2014  | 2015  | 2016  |
| 4 027 | 3 973 | 3 996 | 3 985 | 3 988 | 4 015 | 3 987 | 3 989 | 4 011 |
| 2017  | 2018  | 2019  | 2020  | 2021  |       |       |       |       |
| 4 012 | 3 999 | 4 014 | 4 039 | 4 025 |       |       |       |       |